# Rasulnagar
Rasulnagar é uma cidade do Paquistão localizada na província de Punjab.